# Valerius Licinianus Licinius
Valerius Licinianus Licinius, dit Licinius II (v. 310-326) est César de l'Empire romain d'Orient de 317 à 325.

## Biographie

### Origines
Valerius Licinianus Licinius est le fils de l'Auguste Licinius et de Constantia, demi-sœur de Constantin. Flavius Optatus est son tuteur. Themistius écrit que Licinius a été éduqué par le grammaticus, et plus tard consul, Flavius Optatus.

### Enjeux pendant sa jeunesse
Alors que son père l'Auguste Licinius marchait contre Constantin en 316, le jeune Licinius II resta avec sa mère à Sirmium (aujourd'hui Sremska Mitrovica). Licinius père, vaincu par Constantin en 316 à la bataille de Cibalae où il perdit les deux tiers de son armée, se réfugia à Sirmium puis à Singidunum (aujourd'hui Belgrade), où il traversa la rivière Save et détruisit le pont pour retarder les troupes que Constantin envoyait à sa poursuite. Cela lui donna le temps de fuir avec sa famille à Hadrianopolis où il fut rattrapé par Valerius Valens et où il dut livrer bataille aux « champs Ardienses » (probablement l'actuelle Harmanli). Il y fut à nouveau vaincu et s'enfuit encore vers Bérée. Un coup de chance permit à Licinius père de mettre la main sur le trésor de guerre de Constantin : en conséquence, l'Auguste Licinius et Constantin firent la paix. Selon leur accord, Licinius père garda le diocèse de Thrace, le reste des Balkans étant cédé à Constantin.

### Règne et mort
Le jeune Valerius Licinianus Licinius est élevé au rang impérial de « César » à Serdica (actuelle Sofia) par accord entre son père et Constantin le 1er mars 317, en même temps que ses cousins, les fils de Constantin Crispus et l'enfant Constantin II, de manière qu'aucun ne puisse prétendre à l'ancienneté. Valerius Licinianus Licinius est fait consul en 319 et conserve ce titre jusqu'en 324, pendant tout le règne de son père.
Après ses défaites face à Constantin et Crispus lors de la bataille de l'Hellespont et de la bataille de Chrysopolis le 18 septembre 324, Licinius père se rend à Constantin à Nicomédie. À l'intercession de Flavia Julia Constantia, Constantin épargna son beau-frère et son demi-neveu. Licinius père prit sa retraite à Thessalonique en tant que simple citoyen tandis que son fils Licinius II fut déchu du titre de « César ». Cependant Constantin, craignant leurs intrigues et regrettant sa clémence, fit pendre le père Licinius pour trahison en 325, en même temps que le co-empereur Martinien. Le jeune Valerius Licinianus Licinius est épargné sur le moment en 324, mais l'année suivante, Constantin Ier donne l'ordre qu'on l'étouffe : il a alors environ 15 ans.